# Eva Joly

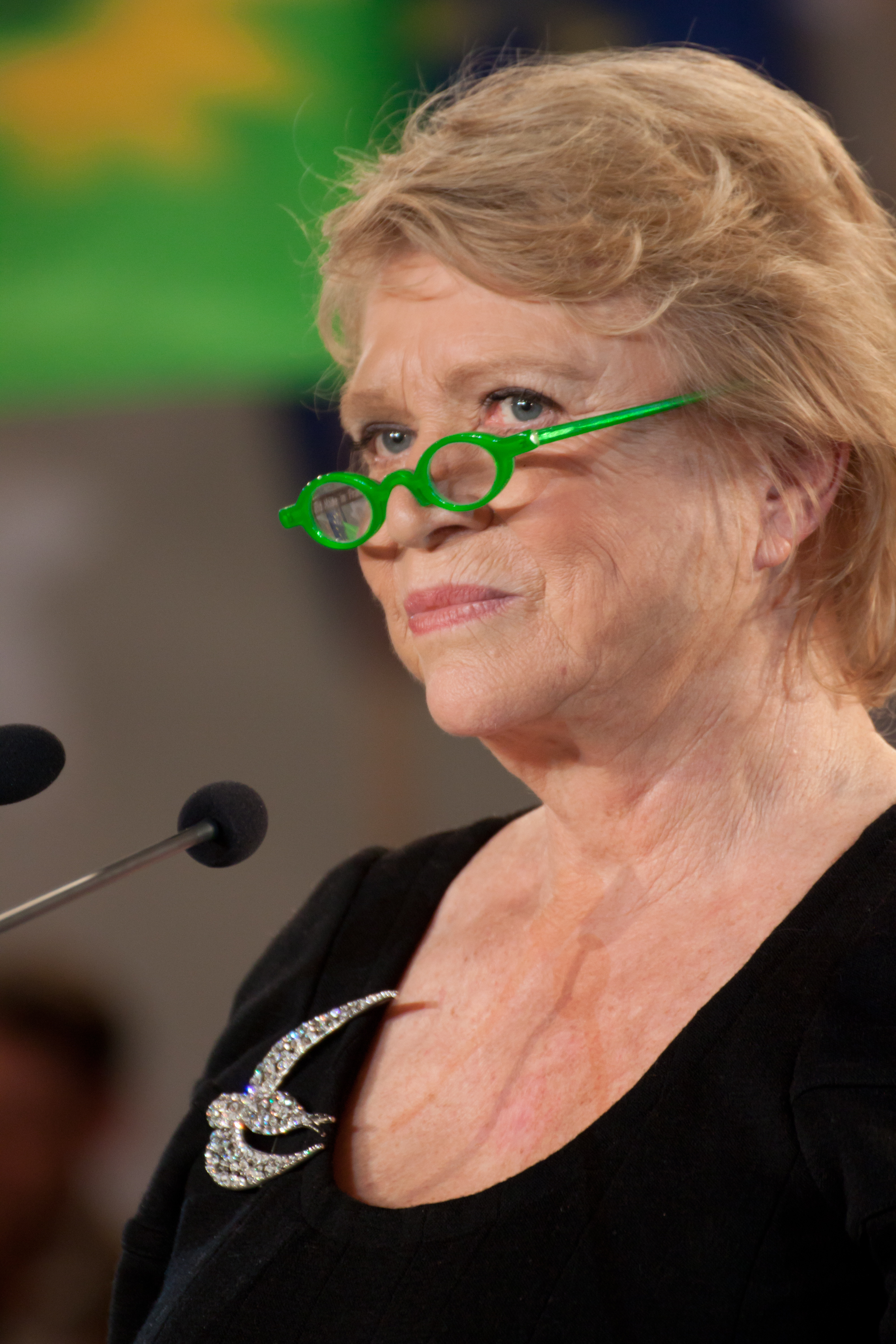
Eva Joly 2012

Eva Joly (* 5. Dezember 1943 in Grünerløkka, Oslo als Gro Eva Farseth) ist eine Juristin und Mitglied des Europäischen Parlaments. Sie erlangte vor allem in Frankreich und Norwegen, aber auch international Bekanntheit durch ihren Kampf gegen Korruption. Die gebürtige Norwegerin kam im Alter von 18 Jahren als Au-pair nach Paris. Dort heiratete sie den Sohn ihrer Gastfamilie, Pascal Joly (verstorben 2001). Zwei gemeinsame Kinder entstammen dieser Ehe, die Tochter Caroline (Juristin) und der Sohn Julien (Architekt).
Bei der Europawahl 2009 am 7. Juni 2009 wurde sie als französische Abgeordnete in das Europäische Parlament gewählt. Sie war Kandidatin des französischen Grünen Bündnis (Europe Écologie) mit Daniel Cohn-Bendit im Wahlkreis Ile de France. Im Europäischen Parlament wurde sie Vorsitzende des Ausschusses für Entwicklung.
Bei der französischen Präsidentschaftswahl 2012 kandidierte sie für die Partei Europe Écologie-Les Verts (EELV) und erhielt im ersten Wahlgang rund zwei Prozent der Stimmen.

## Hintergrund und Karriere
Nach einer Ausbildung zur Sekretärin am Handelsgymnasium in Oslo studierte sie an der Universität Oslo Französisch im Nebenfach. Nach ihrer Zeit als Au-pair in Paris blieb sie in Frankreich und arbeitete zunächst als Sekretärin, um sich ihr Jurastudium an der Abendschule zu finanzieren. Sie heiratete Pascal Joly, den Sohn ihrer ehemaligen Gastfamilie, und nahm dessen Familiennamen an. Nach ihrem Juraexamen an einer Universität in Paris sowie der Promotion im öffentlichen Recht arbeitete sie zunächst in der Rechtsabteilung eines Krankenhauses in Frankreich. Später wurde sie in Orléans und Évry Staatsanwältin. Für das französische Finanzministerium arbeitete sie als Spezialistin für die staatliche Sanierung insolvenzbedrohter Unternehmen. Nach einer Zeit als Richterin an einem Provinzgericht wurde sie letztlich 1990 oberste Untersuchungsrichterin im Finanzministerium im Palais de Justice in Paris.
Danach kehrte sie wieder in ihr Geburtsland Norwegen zurück. In Oslo arbeitete sie seit ihrer Beauftragung 2002 durch den Justizminister Odd Einar Dørum als Beraterin für das Polizei- und Justizministerium. Während dieser Zeit wurde sie nach Island entsandt, um dort die Bankenzusammenbrüche zu untersuchen.

## Anti-Korruptions-Kommission
Eva Joly wurde 2002 in Oslo mit der Bildung einer Anti-Korruptions-Kommission betraut, die als Sonderkommission mit der Bekämpfung von Korruption, Geldwäsche, Wirtschaftskriminalität und organisierter Kriminalität beauftragt ist. Ziel der Kommission ist es zudem, die internationale Zusammenarbeit im Kampf gegen die Korruption zu fördern.

## EU-Parlamentarierin
In der Periode 2009 bis 2014 wurde Joly zur Vorsitzenden im Entwicklungsausschuss ernannt.
Sie ist Mitglied in der Konferenz der Ausschussvorsitze und in der Delegation in der Paritätischen Parlamentarischen Versammlung AKP-EU.
Als Stellvertreterin ist sie im Haushaltskontrollausschuss, im Ausschuss für Wirtschaft und Währung und im Sonderausschuss gegen organisiertes Verbrechen, Korruption und Geldwäsche. Ebenso ist sie in der Delegation für die Beziehungen zu den Vereinigten Staaten.

## Elf-Aquitaine-Leuna
Trotz Einschüchterungen, Einbrüchen in ihr Haus und das Büro, illegalem Abhören und Morddrohungen deckte Eva Joly in der Zeit ihrer Tätigkeit als Untersuchungsrichterin den größten europäischen Korruptionsskandal in der Geschichte auf. Dieser ging durch die internationale Presse als Elf-Aquitaine-Schmiergeldaffäre. Anfangs fielen der Untersuchungsrichterin lediglich verdächtige Börsengeschäfte des Staatsunternehmens Elf Aquitaine auf. Diese anfänglichen Unregelmäßigkeiten führten zwischen 1995 und 2002 zu einer mehrjährigen Untersuchung, an deren Ende der Staatsanwaltschaft 37 Angeklagte übergeben wurden. Unter ihnen befanden sich höchstrangige Politiker und Manager. Insgesamt 30 der zunächst 37 Angeklagten aus der französischen und internationalen obersten Gesellschaft wurden auch verurteilt.
Der ehemalige französische Außenminister und Vorsitzender des Conseil Constitutionel des französischen Verfassungsrates, Roland Dumas, war einer der Angeklagten. Er wurde jedoch in der Berufungsinstanz freigesprochen. Unter anderem waren der Präsident des Konzerns, Loïk Le Floch-Prigent, sowie Alfred Sirven, der zweite Mann im Unternehmen, auf der Anklagebank.
Insgesamt zweigten die Manager € 300 Mio. ab und erkauften sich wichtige Personen in der internationalen Politik.
Auch in Deutschland hat die Arbeit von Eva Joly große Wellen geschlagen. Ihre Ermittlungen wurden in Deutschland als Leuna-Affäre politisch aufgegriffen. Über Verdächtigungen kam die Affäre in Deutschland jedoch nicht hinaus.
In ihrem Buch Im Auge des Zyklons beschreibt sie, wie sie durch ihre Ermittlungen Opfer von Einschüchterungs- und Morddrohungen wurde, und die Reaktionen der höchsten Männer Frankreichs auf eine Frau, die es wagt, denen unangenehme Fragen zu stellen, die sich in einer „straffreien Zone“ bewegen, wie sie es nennt.
Zitat aus dem Vorwort: „In keinem Land begrüße ich die Übersetzung meines Buch mehr als in Deutschland. Unsere Ermittlungen im Fall Leuna ergaben, dass Elf mehr als 50 Millionen Mark an einen Mittelsmann gezahlt hat, der Kontakte zum Bundesnachrichtendienst pflegte. Doch obwohl die deutsche Justiz ‚alle Trümpfe in der Hand‘ hat – geschehen ist nichts. Bis heute nicht.“
Claude Chabrols Film Geheime Staatsaffären ist von dem Elf-Aquitaine-Fall inspiriert.

## Kritik an Jean-Claude Juncker und Luxemburg
Eva Joly rechnet in ihrem Buch „Le loup dans la bergerie“ („Der Wolf im Schafstall“) mit Jean-Claude Juncker und Luxemburg ab. Sie schreibt darin: „Juncker ist die Inkarnation des Verrats, den die, die uns regieren, ausüben!“ Und sie beschreibt darin Jean-Claude Juncker  als eigensinnigen, egoistischen und beinahe hinterhältigen Strippenzieher und Wolf im Schafstall.

## Publikationen
- Im Auge des Zyklons, ISBN 3-570-50051-9

## Preise und Auszeichnungen
- 2002 Wahl zur Europäerin des Jahres durch die Zeitschrift Reader’s Digest
- 2004 Ehrendoktor der Universität Bergen
- 2004 Humanistenpreis des Verbandes Human-Etisk Forbund